# شهرستان ساکاتپکس
شهرستان ساکاتپکس (به اسپانیایی: Sacatepéquez) یکی از ۲۲ شهرستان گواتمالا است. جمعیت در سال ۲۰۰۰، ۲۶۵٬۵۰۰ نفر بود. پایتخت این شهرستان، آنتیگوا گواتمالا است که بازار اصلی فروش پارچه می‌باشد.